# Prochironomus irioheius
Prochironomus irioheius är en tvåvingeart som beskrevs av Sasa och Suzuki 2000. Prochironomus irioheius ingår i släktet Prochironomus och familjen fjädermyggor. Inga underarter finns listade i Catalogue of Life.